# 孤島の太陽
『孤島の太陽』（ことうのたいよう、英題:No Greater Love Than This）は、1968年に製作された日本映画。製作・制作・配給日活、監督吉田憲二、脚本千葉茂樹、原作・原案伊藤桂一。上映時間106分。1968年9月21日初封切。この映画は芦川いづみの引退作品となった。

## 概要
伊藤桂一著の1967年講談社刊行の小説『「沖ノ島」よ私の愛と献身を 離島の保健婦荒木初子さんの十八年』を、翌年に映画化した作品。現在の高知県宿毛市沖の島町を舞台に、現地で保健衛生医療の普及および向上に貢献した荒木初子駐在保健婦（1917年 - 1998年）の献身的な活動を描いた感動の物語。
終戦直後から昭和30年代、亜熱帯気候に属する絶海の孤島・沖の島および隣接する鵜来島は、美しい自然とは裏腹に劣悪な衛生状態におかれた無医村だった。乳児の死亡率は本土の4倍、さらにフィラリア症が沖の島特有の風土病として島民の健康を蝕んでいた。当時フィラリア症は、別名「象皮症」や発症部位により「ホテアシ（布袋足）」、「イッショウギンタマ（一升金玉）」と呼ばれ、島民はもとより、本土から来訪する者も一目見ただけで怖れをなす奇病と認識されていた。同じ高知県内においても県民感情としては、フィラリア患者とその親族、ひいては沖の島という島全体が差別的な状況にあった。
高知県幡多郡沖の島村弘瀬地区に生まれ育った荒木初子は、当時全国の若者を蝕んだ結核に冒されていた。太平洋戦争終戦間際の昭和20年（1945年）8月、絶望的な戦局の中で日本軍は特攻潜水艦基地を沖の島に建設、来たるべき決戦激闘に備えて強制疎開の命令を出し、全島民を強制退去させる。病身の若き初子は担架で島を離れ、療養中に終戦を迎える。結核から回復した初子は、高知県衛生会産婆学校に入学。卒業して保健婦資格を取得すると、故郷の無医村、沖の島への赴任辞令を受ける。そして無医村の絶海の孤島にもかかわらず、強制疎開から帰った島民をはじめ、戦地から復員した者、終戦直後のベビーブームもあいまって、小さな島の集落には人々が溢れていた。

## ストーリー

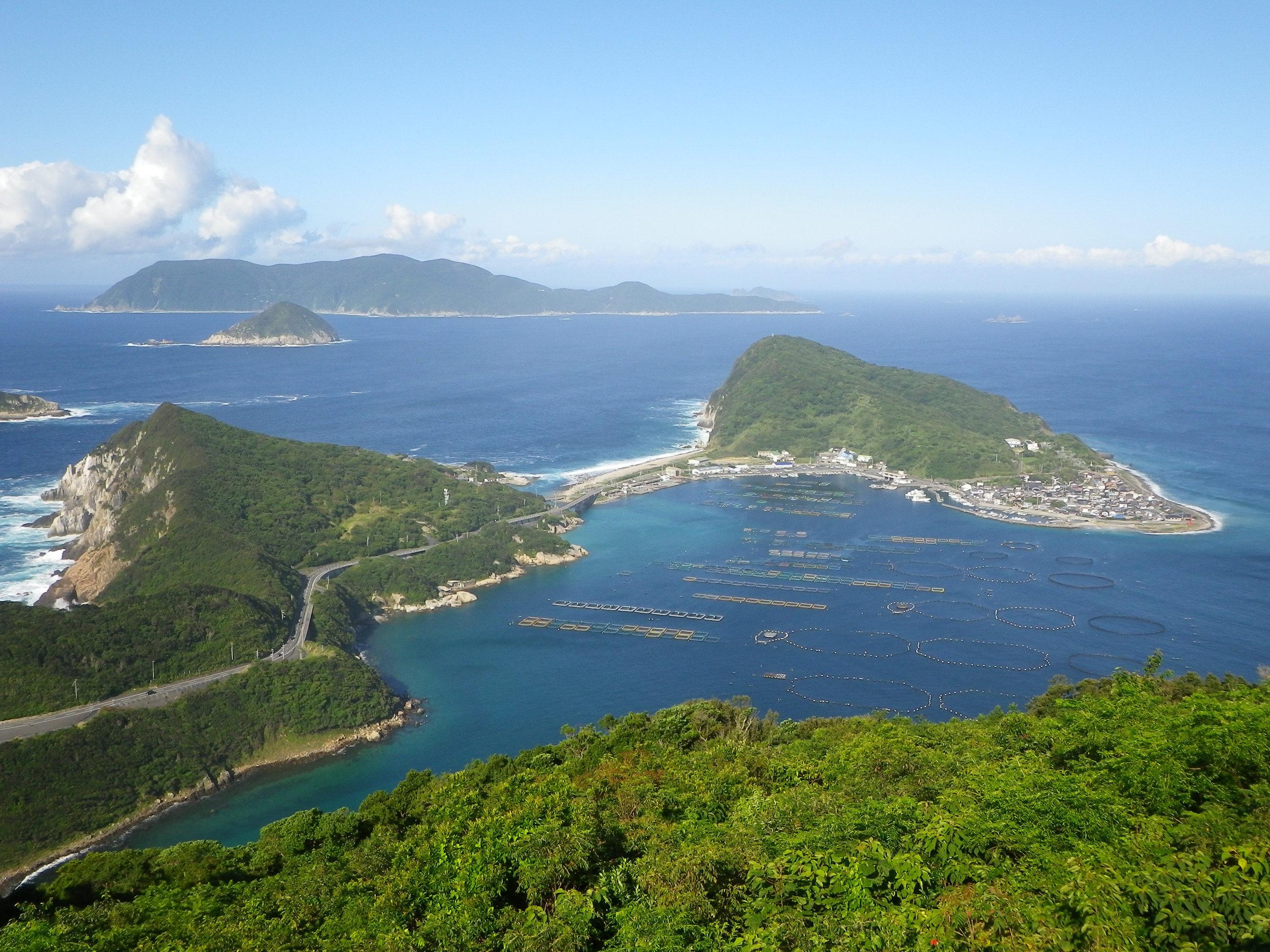
沖の島

物語の舞台は豊後水道に位置する高知県宿毛市沖の島。島出身の主人公・初子は保健婦資格を取得して生まれ故郷の無医村・沖の島に赴任命令を受けて戻ってきた。けれども、愛する郷里に帰ったにもかかわらず、保健衛生の心得を説いて回る初子に幼い頃から馴染みだった島民でさえ、面倒で難しい講釈はお断り、という状況。年配者の漁師や、猫の額ほどの小さな畑を耕作しながら家庭を守る主婦の大半は学校すらきちんと入れさせてもらえていない。閉鎖的で近代ではもはや物理的必要がない昔からの風習が残っている迷信深い土地の上、無医村であることや貧困のため、島民の衛生観念が未発達で衛生に対する禁忌やタブーが蔓延しており、島の衛生医療と精神衛生事情は劣悪で整備もされずに放置されていた。初子は先ず保健衛生の正しい知識伝授に対する島民のアレルギーをほぐす所から始めなければならず、前途は多難であった。
さっそく初子は、身寄りのない少女を引き取り育てることにした。そして朝は事務をこなし、午後は巡回家庭訪問、産気づいた島民には助産婦として夜通し献身的に奉仕する毎日。時にはいざこざの仲裁まで引き受けることも。
ある日、島の青年団長、大治郎の父親がフィラリア症に罹るが、既に手の施しようも無く息を引き取った。初子と共に駆けつけた獣医門馬の二人は無念の情に叩きのめされるが、これを機に門馬は獣医から医師への転進を決意し、初子は高知県庁や各地の大学病院を精力的に回り、フィラリア症の病理究明依頼に奔走する。やがて乳児の死亡率も下がり、島民は初子へ全幅の信頼を委ねるようになり、心の溝は解消してゆく。
そんな折、保健婦初子に転勤の辞令が下りる。家族同様、いやそれ以上に信頼する初子の転勤に、全島民が涙し反対した。時を同じくして、フィラリア特効薬を携えた若いエリート医師高岡が島を訪れ、初子に求婚する。心を一つにした島民と、別れの日がやって来る。しかし初子は県の辞令よりも、若いエリート医師高岡との結婚よりも、何より島で人生を全うする決意を固めた。孤島の太陽は今日も光り輝く。

## キャスト
- 荒木初子：樫山文枝
- 高岡久平医師：勝呂誉
- 門馬獣医師：宇野重吉
- 青年団長・大治郎：前田吟
- 上村聖恵：芦川いづみ
- 咲枝：二木てるみ
- 西山：浜村純
- 田村：桑山正一
- 万平：鶴丸睦彦
- 駐在：下條正巳
- 校長先生：嵯峨善兵
- 大石りき：町田博子
- お梅：浦辺粂子
- 久代：原知佐子
- さだ：須田喜久代
- 君子：竹中国恵
- 和美：間島美江
- 正子：串田千賀子
- 田村千代：佐々木景子
- よね：三崎千恵子
- おとく：広井彩子
- きよ：倉田直子
- 祖母・しげ：田中筆子

## エピソード
- 荒木初子は本作の前年（昭和42年）、原作小説の発表と共に、フィラリア撲滅の功績に第1回吉川英治賞文化賞を受賞した。
- 荒木初子本人は、東京での本作完成試写会に出向いた直後、脳卒中で倒れ、そのまま都内で緊急入院。以後、半身不随となり保健婦を退職した。
- 退職後も沖の島で暮らし、島民や子供たちからは「アラキさん」、「初ねえさん」、「初子おばちゃん」と慕われ続けた。
- 沖の島ロケには、島民総出でエキストラ出演し、完成時にカットされた数多くの素朴な島民シーンがある。中にはエキストラを超えた個別撮影シーンも存在したが、本編には採用されなかった。
- NHK連続テレビ小説「おはなはん」主演で人気絶頂だった樫山文枝をはじめ、芦川いづみら日活大スターが僻地の孤島へロケに来る、という例は当時非常に珍しく、高知新聞による報道ほか県内では前代未聞の文化イベントとして現地ロケは注目された。
- 当時弘瀬部落には「金子旅館」があったが、スタッフを収容しきれず一般民家に宿泊しながらの撮影が行なわれた。樫山文枝もその一人で、主演女優でありながらロケ中は地元小学校の教員宅に寄宿し、島民とのふれあいを大切にした。
- 弘瀬部落の伝統行事「傘鉾」（カサボコ。地元では「カ」の発音にアクセント）が収録された三浦家の庭は、鎌倉時代から続くとされる島祖、三浦則久一族の本家。平地のない沖の島では沖の島小学校・中学校（小中併設）（現宿毛市立沖の島小学校）に次ぐ広い敷地であった。

## 関連書籍
- 伊藤桂一著『「沖ノ島」よ私の愛と献身を　離島の保健婦荒木初子さんの十八年』（講談社刊）

## テレビドラマ
1970年2月5日から4月30日まで、フジテレビ系列の毎週木曜21:30 - 22:00（JST）でテレビドラマ化された。日立の一社提供。映画版の脚本を担当した千葉茂樹が、本ドラマでも脚本を担当した。

### キャスト
- 荒木初子：小林千登勢
- 吉川：小坂一也
- 門馬医師：宮口精二
- 上村保健師：乙羽信子
- 青年団長・大治郎：沖田駿一
- 咲枝：田村寿子
- 西山村長：野口元夫
- 西尾三枝子
- 木田三千雄
- 里木三郎
- 浅野進治郎

### スタッフ
- 原作：伊藤桂一
- 脚本：千葉茂樹
- 演出：大槻義一、鈴木英夫

| フジテレビ系列 木曜21時台前半 日立一社提供枠 | フジテレビ系列 木曜21時台前半 日立一社提供枠 | フジテレビ系列 木曜21時台前半 日立一社提供枠 |
| 前番組                                       | 番組名                                       | 次番組                                       |
| -------------------------------------------- | -------------------------------------------- | -------------------------------------------- |
| ある美人の一生                               | 孤島の太陽 （テレビドラマ版）                | 恋人はLサイズ                                |